# فرانک فلمینگ (بازیکن فوتبال)
فرانک فلمینگ (انگلیسی: Frank Fleming؛ زادهٔ ۲۱ دسامبر ۱۹۴۵) بازیکن فوتبال اهل بریتانیا است.
از باشگاه‌هایی که در آن بازی کرده‌است می‌توان به باشگاه فوتبال دارلینگتون اشاره کرد.